# Crystal Palace (Londres)
Pour les articles homonymes, voir Crystal Palace.
Crystal Palace est une zone du sud de Londres, en Angleterre, qui tire son nom du palais des expositions de Crystal Palace qui se trouvait dans la région de 1854 à son incendie en 1936.
Situé à environ 13 kilomètres au sud-est de Charing Cross, il comprend l'un des points les plus élevés de Londres avec Sydenham Hill (en) et ses 112 mètres d'altitude. La zone n'a pas de frontières définies et chevauche cinq arrondissements de Londres et trois districts postaux, bien qu'il y ait un quartier électoral de Crystal Palace (en) et un parc de Crystal Palace (en) dans le borough londonien de Bromley.